# Kirche von Resmo

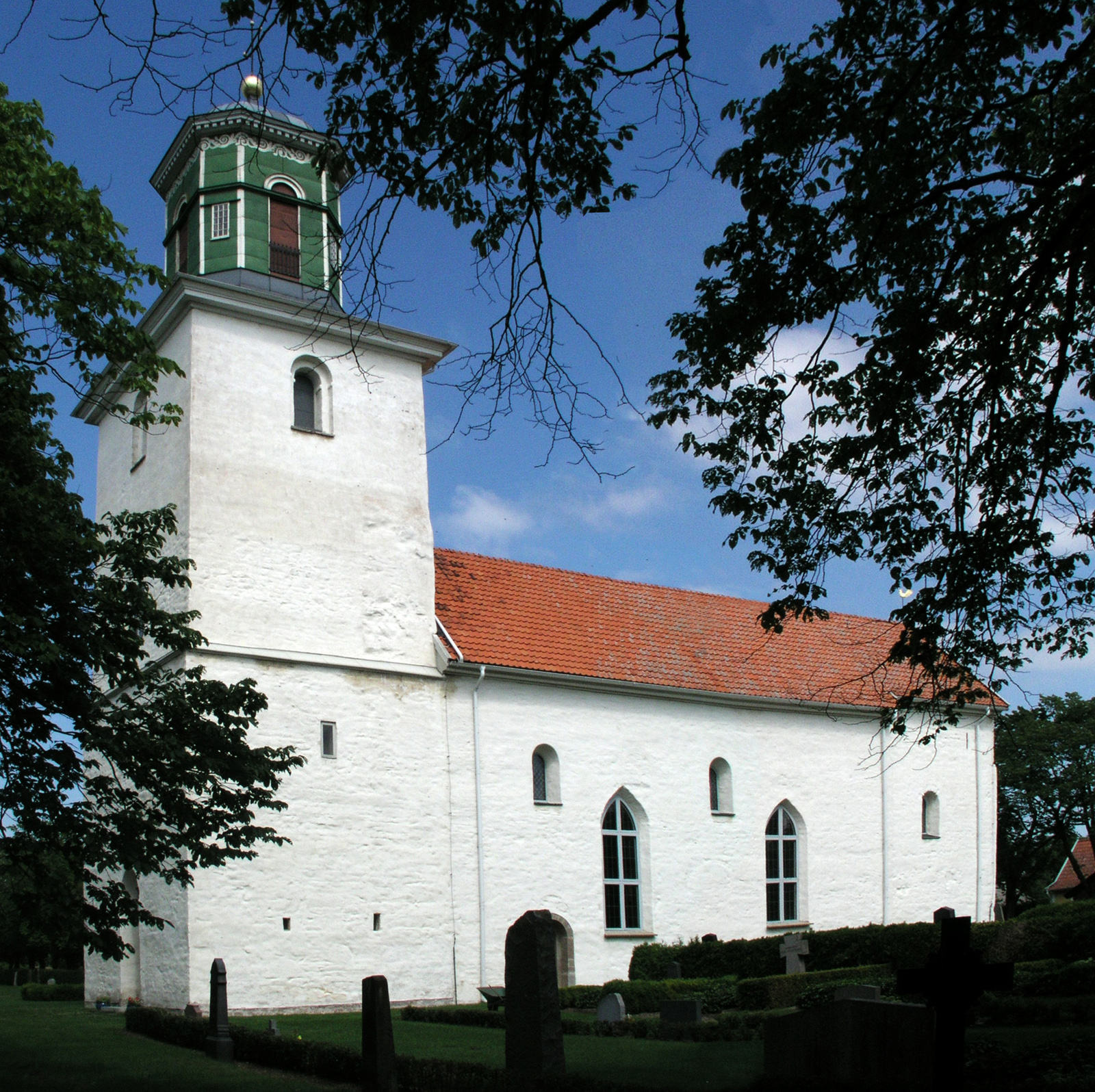
Kirche von Resmo

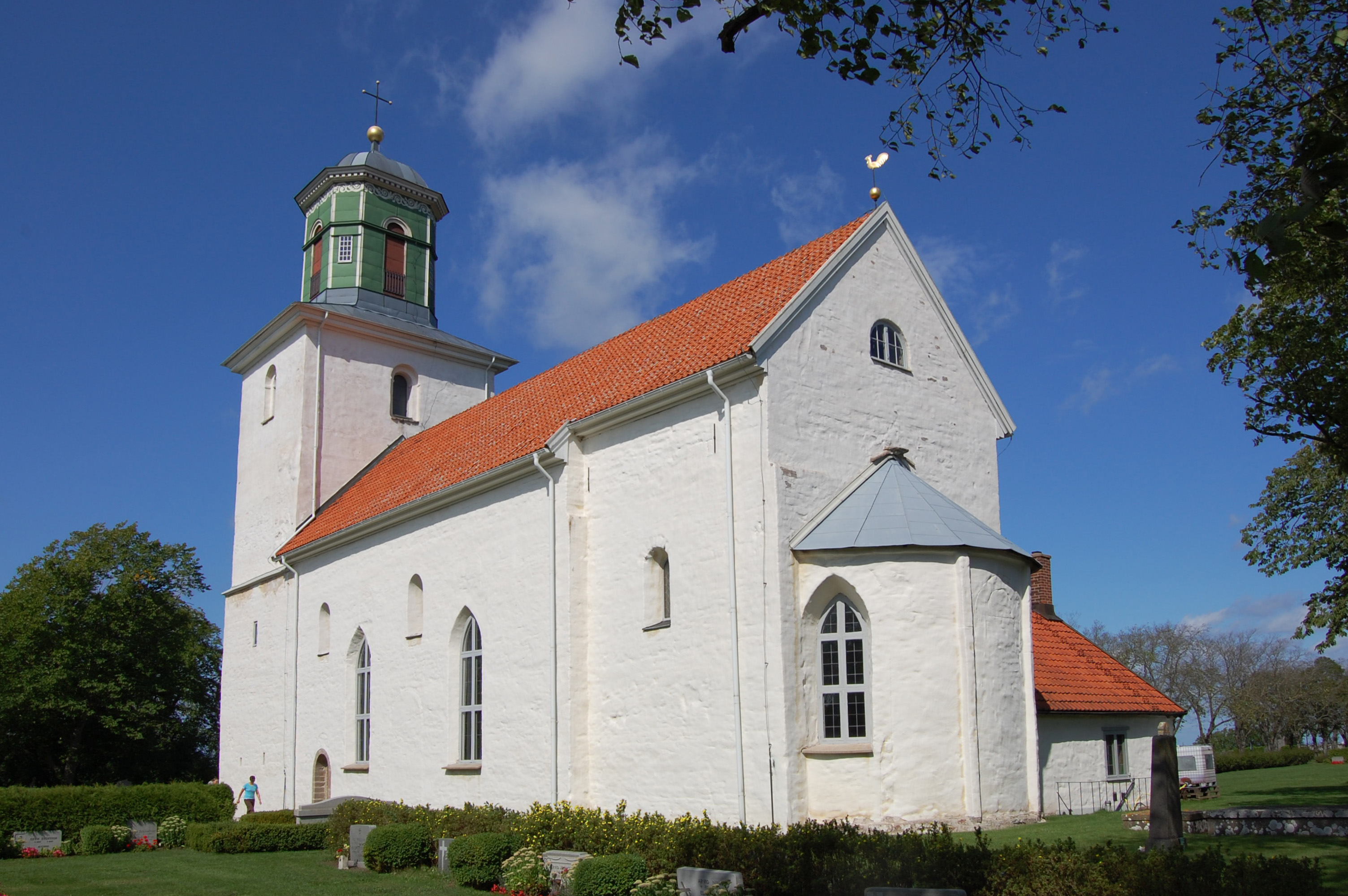
Südostseite der Kirche

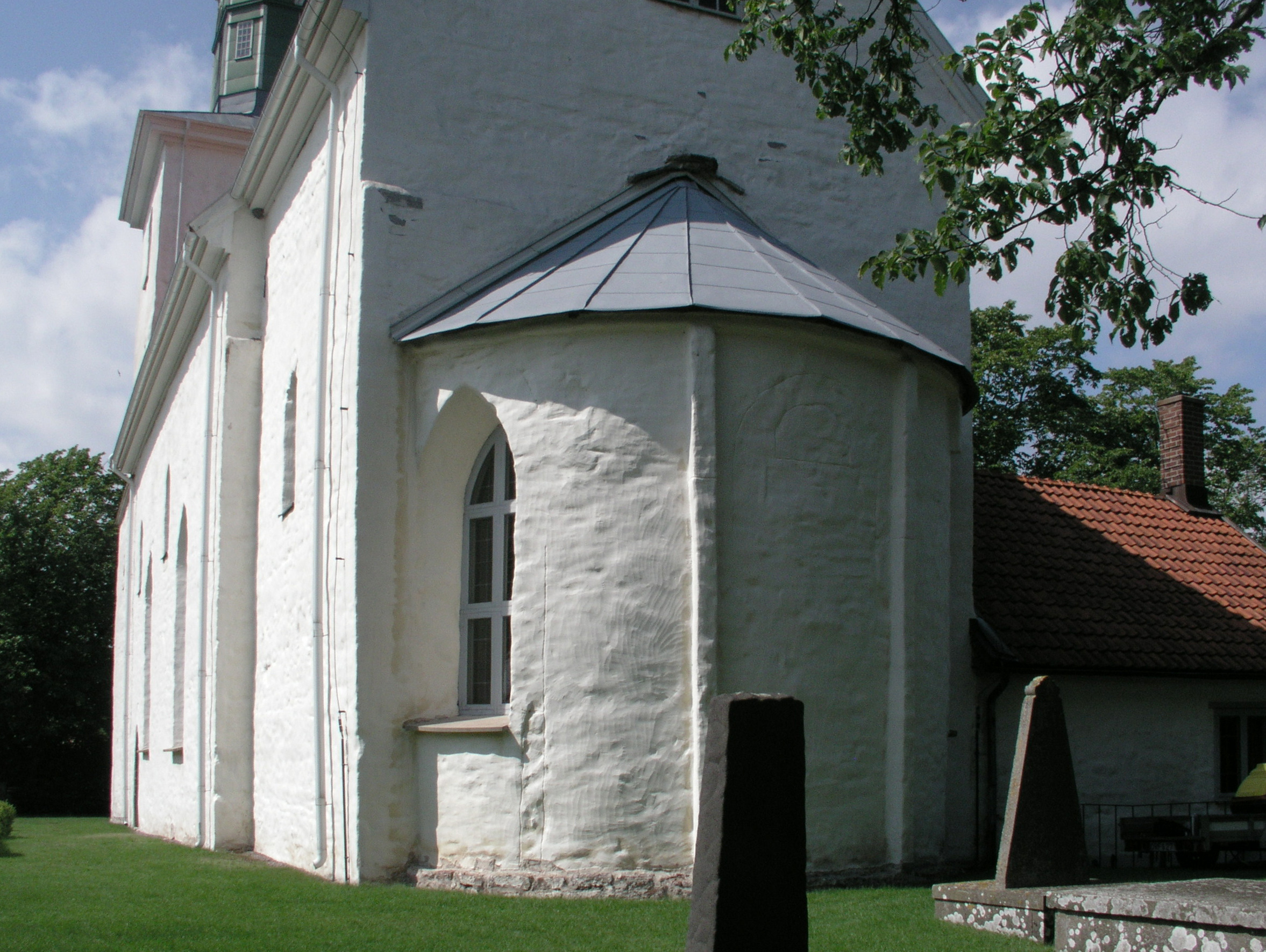
Apsis

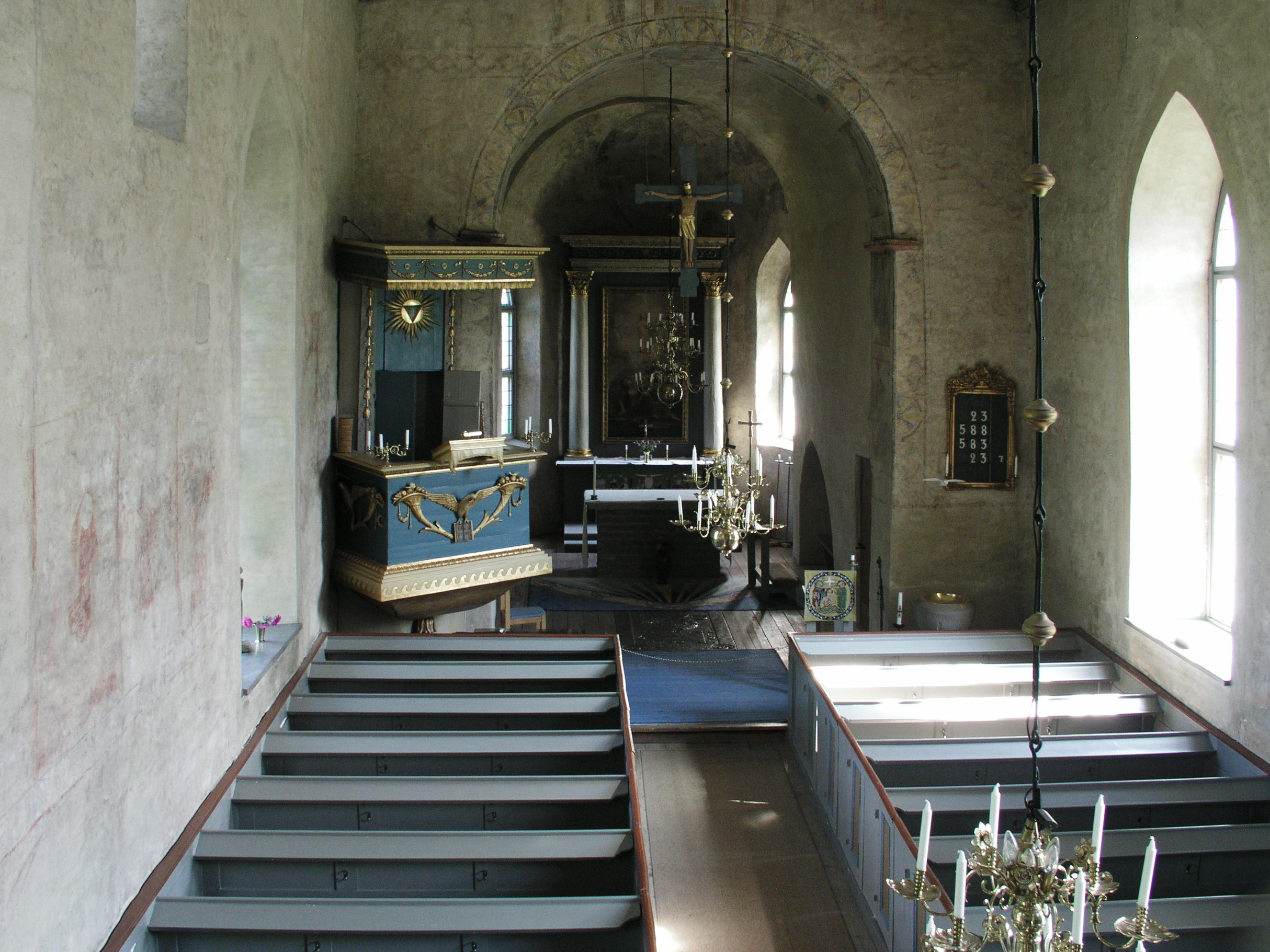
Kirchenschiff

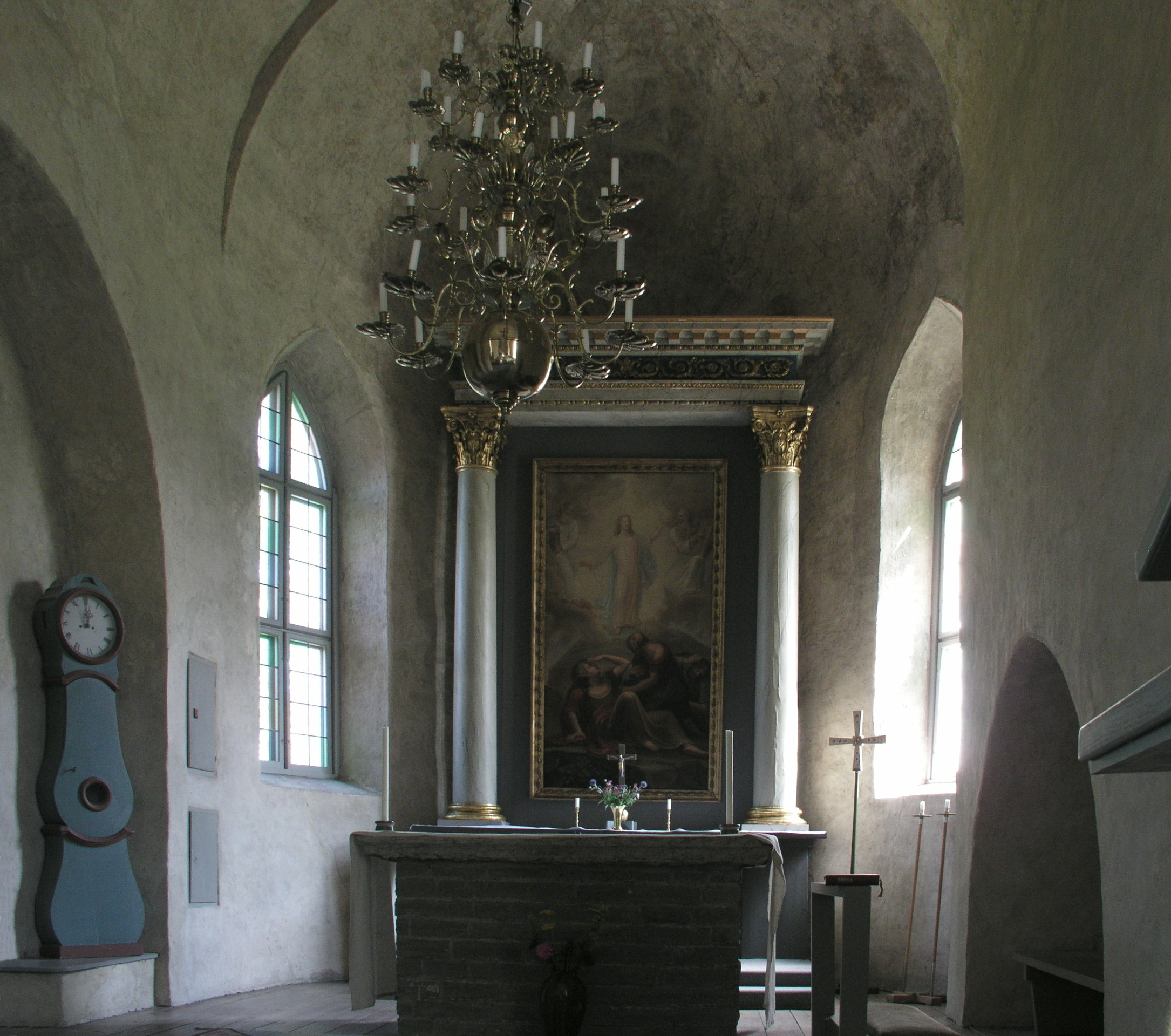
Altar

Die Kirche von Resmo (schwedisch Resmo kyrka) ist eine romanische Kirche im Dorf Resmo auf der Insel Öland in Schweden. Ihre besondere Bauform wird im schwedischen mit klövsadelkyrka und im deutschen als Sattelkirche bezeichnet. 
Kirchen dieses Typs besitzen/besaßen neben dem Westturm auch einen Turm über dem Chor. Sie sind überwiegend am Kalmarsund verbreitet. Einzelne gibt es auch entlang der Küste Norrlands. Die Kirche von Resmo liegt im Bistum Växjö und wird von der am 1. Januar 2006 aus den Kirchgemeinden Resmo und Vickleby gebildeten Kirchgemeinde Resmo-Vickleby genutzt.

## Geschichte

### Name
Erstmals belegt ist der Ortsname um das Jahr 1300 als Rysme für das Kirchendorf. Vom Kirchendorf ging er auf das Kirchspiel über. Möglicherweise enthält er das öländische Dialektwort risma, das langer Lappen oder abgeraspeltes Stoffteil bedeuten kann. Eine weitere Deutung ist jedoch nicht möglich. Die Endung „-mo“ wird erst seit dem 17. Jahrhundert verwendet (Resmoo Sochn, 1644).

### Vorgängerbau
Der Vorgängerbau der Kirche, wahrscheinlich eine Stabkirche, gehört zu den ältesten Kirchenbauten Schwedens. Als Bauherr der kleinen Holzkirche wird ein Mann namens Sueinu vermutet. Ein in der Vorhalle der heutigen Kirche als Abguss vorhandener Grabstein weist in Runen diesen Namen auf.

### Erste Bauphase
Um 1070 bis 1080 wurde der Untergrund um die Holzkirche für den Bau der Steinkirche vorbereitet. Während der Bauphase blieb die Holzkirche für Gottesdienste erhalten. Zunächst wurden Chor und Apsis gebaut, westlich wurde das Langhaus angefügt. Aus akustischen Gründen hatte die Apsis (als einziger Raum) eine Halbkuppel. In der Apsis befand sich auch der aus Stein gefertigte Altar. An der Ostseite hatte die Apsis ein kleines romanisches Rundbogenfenster. Der Unterteil des Westturms war nach einer dendrochronologischen Untersuchung zu Beginn des 12. Jahrhunderts fertiggestellt. Als Bauherr wird ein wohlhabender Schutzherr, möglicherweise der Besitzer der Resmoer Wassermühle, vermutet. Dem Schutzherrn stand das Recht auf die Einnahmen für Kirchendienstleistungen zu.
Die Kirche verfügte über drei Eingänge. Jeweils einen auf der Nord- und Süd- und Westseite. Das westliche Portal führte in das Untergeschoss des Kirchturms, das dem Bauherren als private Kapelle diente. Von diesem Raum gelangte man durch einen großen Rundbogen in das Kirchenschiff. Das Nordportal ist bis heute in seiner ursprünglichen Form erhalten. Die Türöffnung ist viereckig; darüber befindet sich eine als Rundbogen gearbeitete Nische. Portale dieser Art sind bei frühen dänischen Kirchen häufiger. Für Schweden ist die Form ungewöhnlich. Diese Besonderheit wird als Hinweis darauf gedeutet, dass der Baumeister aus Dänemark stammte. Der Süden Ölands hatte Beziehungen zu Dänemark, das sich zu dieser Zeit auch über die schwedischen Provinzen Blekinge und Schonen erstreckte. Das schmale und hohe Kirchenschiff wurde in der gleichen Art errichtet wie viele zeitgenössische dänische Kirchen. Die Wandmalereien stammen vermutlich aus der Mitte des 12. Jahrhunderts und gehören zu den ältesten Schwedens.

### Vollendung der Kirche
Für etwa 100 Jahre wurde der Bau dann nicht weitergeführt. Anfang des 13. Jahrhunderts – die Kirche befand sich nun im Besitz der Kirchgemeinde Resmo – wurde der Westturm vollendet. Er erhielt einen Glockenstuhl. In dieser Zeit wurde das Südportal umgestaltet.

### Umbau zur Wehrkirche
Später erfolgte der Umbau zur Wehrkirche. Man beabsichtigte sich gegen Überfälle der heidnischen Balten und Ostwikingern zu schützen. Der Westturm erhielt ein Treppenhaus und das Tonnengewölbe. Bemerkenswert ist der an der Ostseite erfolgte Umbau. Die Mauern des Chores wurden auf der Innenseite verstärkt und auf diese Mauern des Erdgeschosses wurde ein Tonnengewölbe gesetzt. Anschließend erfolgte der Bau des mehrgeschossigen Turms, der von der südlichen Mauer des Chors her über eine Treppe erreichbar war. Die Kirche von Resmo verfügte nun über zwei Türme, zwischen denen sich das Langhaus erstreckte. Der Dachboden über dem Langhaus wurde zeitweise als Wohnraum und Magazin genutzt. Bei Untersuchungen wurden Essensreste, Werkzeuge und Spielbretter gefunden. Auf Öland gab es insgesamt 15 dieser Tragsattelkirchen, die zwischen 1170 und 1240 verstärkt wurden. Keine blieb jedoch in der ursprünglichen Form erhalten.
Von den beiden Türmen in Resmo, die der Antiquar Johannes Haquini Rhezelius (gest. 1666) im Jahr 1634 noch gezeichnet hat, blieb nur der Westturm erhalten. Der östliche Turm ist bis in Höhe des Langhauses erhalten, so dass die Kirche von Resmo als einzig erhaltene Tragsattelkirche Ölands bezeichnet wird.

### Spätere Umbauten
In den 1580er Jahren erhielt der Westturm eine hohe Turmspitze. Das Langhaus wurde mit einer flachen Holzdecke ausgestattet. Es wird vermutet, dass König Johann III. diese Umbauten finanzierte. Die Wände des Kirchenschiffs wurden mit weiteren Malereien geschmückt. Als ausführender Künstler wird Arendt Lambrechtz aus Emden vermutet, der bereits in Diensten Johanns III. stand und für die Herrichtung des Schlosses in Kalmar zeichnete.
Im Schonischen Krieg wurde die Kirche 1677 von Dänen, die Öland besetzten, geplündert und niedergebrannt. Der Wiederaufbau der Kirche zog sich über längere Zeit hin. In den 1740er Jahren entstand an der Nordseite des Chors eine Sakristei. Zugleich wurden die Wände der Kirche innen und außen verputzt und gestrichen. Die noch erhaltenen Malereien verschwanden und wurden erst 1931 wieder freigelegt und restauriert.
Im Jahr 1785 fanden weitere Umbaumaßnahmen statt. Die Fenster wurden zu großen Spitzbogenfenstern umgestaltet und die flache Decke des Kirchenschiffs wurde gegen ein Tonnengewölbe aus Holz ausgetauscht. 1826 kürzte man den bis dahin erhaltenen Ostturm auf die Höhe des Kirchenschiffs. Kirchenschiff und Ostturm erhielten ein gemeinsames Dach. Auch die Gestalt des Westturms wurde verändert. Die Turmspitze wurde durch eine Laterne ersetzt.
Beim Einbau neuer Sitzbänke in den 1890er Jahren wurde 63 cm über dem eigentlichen Steinfußboden des Kirchenschiffs der heutige hölzerne Fußboden verlegt. Im Chor wurde ebenfalls ein Holzboden eingezogen. Im Jahr 1992 erfolgte eine Restaurierung der Kirchenfassade.

## Ausstattung

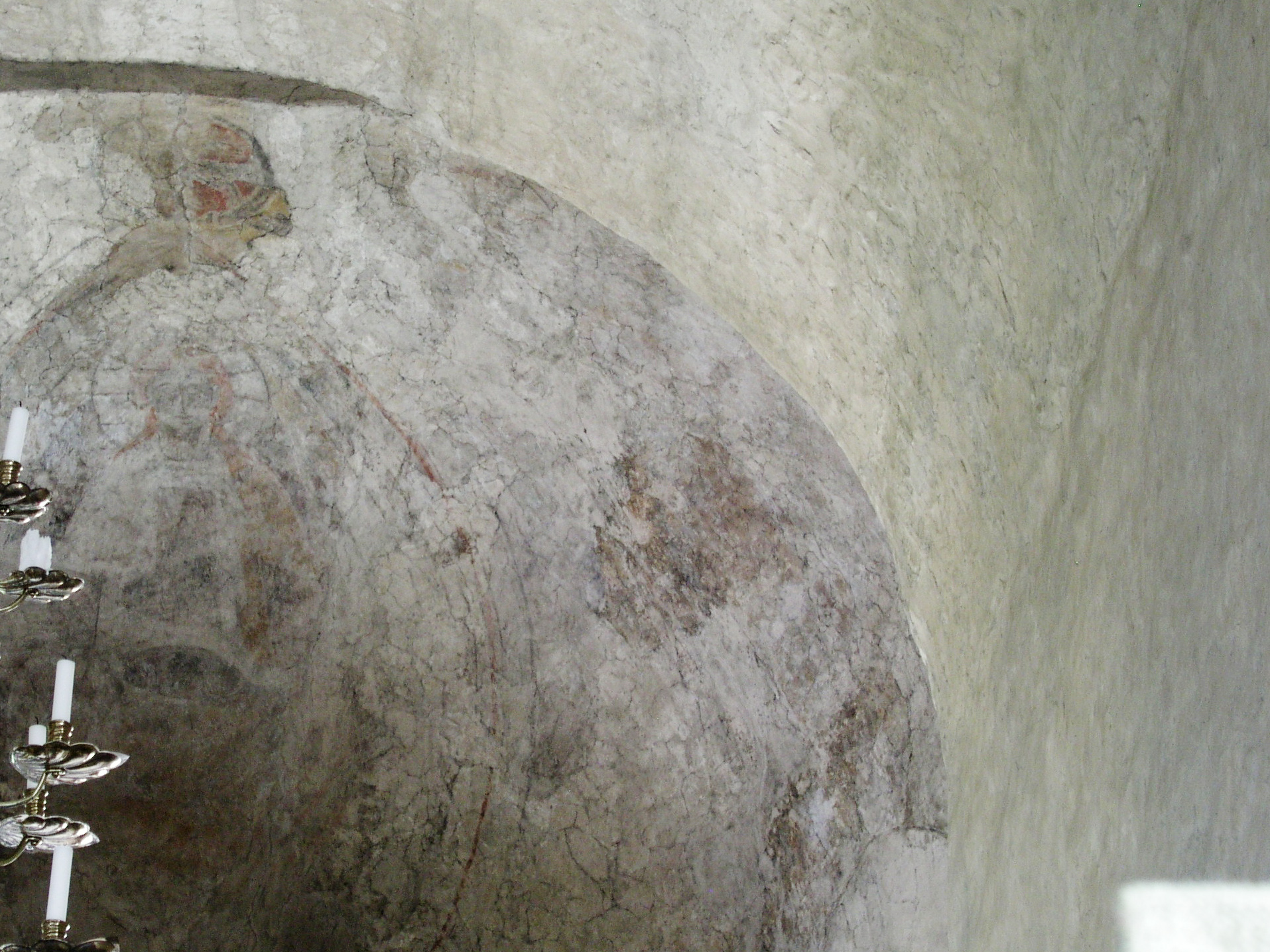
Malereien in der Apsis

Bedingt durch die Zerstörung im Schonischen Krieg von 1677 ist von der ursprünglichen Ausstattung nur noch wenig vorhanden.

### Malereien
Bekannt ist die Kirche für ihre sehr alten noch erhaltenen Wandmalereien. Auf Anfang des 12. Jahrhunderts werden die Malereien in der Apsis sowie am südlichen Fenster im Chor datiert. Etwas jünger sind die Werke im Triumphbogen (Kain und Abels Opfer, Brudermord, Gott verflucht Kain) und der östlichen Wand des Kirchenschiffs (unter anderem: Das jüngste Gericht). Sie stammen vom Ende des 12. Jahrhunderts. Diese Malereien zeichnen sich mit ihren blauen und grünen Farbtönen deutlich vom schwarzen Hintergrund ab.
Älteste Ausstattungsstücke sind einige im Turmuntergeschoss vorhandene Grabsteine. Der älteste, Giebel eines Grabmonuments mit Runeninschrift, stammt aus dem 11. Jahrhundert. In der Kirche von Resmo befindet sich ein Abguss. Das Original befindet sich im Kalmar läns Museum. Im Original vorhandene Grabsteine stammen aus dem 13., 17. und 18. Jahrhundert. Ein weiterer Grabstein ist im Chor erhalten geblieben und wird auf die Zeit um 1700 datiert. Die in der Vorhalle stehende Eichentruhe entstand ebenfalls um 1700.

### Orgel

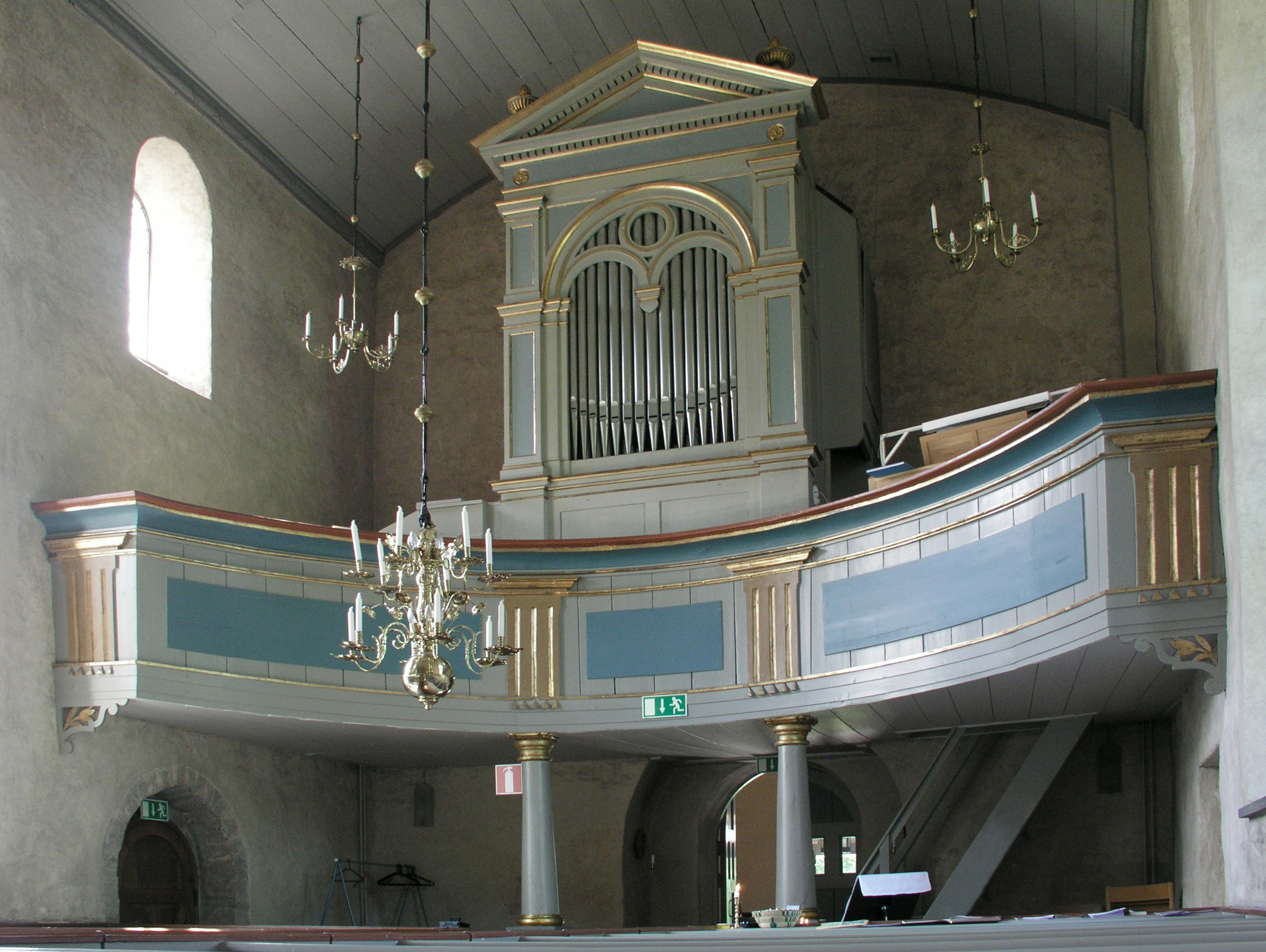
Orgel

Nach dem Beschluss des Gemeinderats im Jahr 1889 wurde die erste Orgel 1892 in der Kirche eingebaut. Sie stammte von P. L. Åkerman & Lund aus Stockholm und hatte vier Stimmen, ein  Manual sowie Pedal. Ursprünglich sollte sie nur drei Stimmen besitzen. Nach der Auftragserteilung wurde dem Auftrag allerdings eine weitere Stimme hinzugefügt. Diese Orgel wurde 1931 durch eine Orgel von A. Magnusson aus Göteborg ersetzt und 1965 letztmals von Einar Berg umgebaut. Sie hat jetzt zehn Stimmen, zwei Manuale und Pedal.
Disposition 1892
| Manual     |    |
| Prinzipal  | 8′ |
| Bordun     | 8′ |
| Salicional | 8′ |
| Echoflöte  | 4′ |

Disposition 1931
| I Manual         |    |
| Prinzipal        | 8′ |
| Flûte harmonique | 8′ |
| Gamba            | 8′ |
| Oktave           | 4′ |

| II Manual    |    |
| Bordun       | 8′ |
| Salicional   | 8′ |
| Voix céleste | 8′ |
| Echoflöte    | 4′ |

| Pedal   |     |
| Subbass | 16′ |
| Gedackt | 08′ |

- Koppeln: I/P, II/P, II/I, II 16′/II.
- Spielhilfen: feste Kombinationen (Piano, Mezzoforte, Tutti), eine freie Kombination.

Disposition 1965
| I Manual  |       |
| Gedakt    | 8′    |
| Prinzipal | 4′    |
| Quinte    | 2 ⁄3′ |
| Schwegel  | 4′    |

| II Manual |    |
| Bordun    | 8′ |
| Echoflöte | 4′ |
| Prinzipal | 2′ |
| Oktave    | 1′ |

| Pedal   |     |
| Subbass | 16′ |
| Gedackt | 08′ |

- Koppeln: I/P, II/P, II/I, II 16′/II.
- Spielhilfen: feste Kombinationen (Piano, Mezzoforte, Tutti), eine freie Kombination.

### Weitere Ausstattung

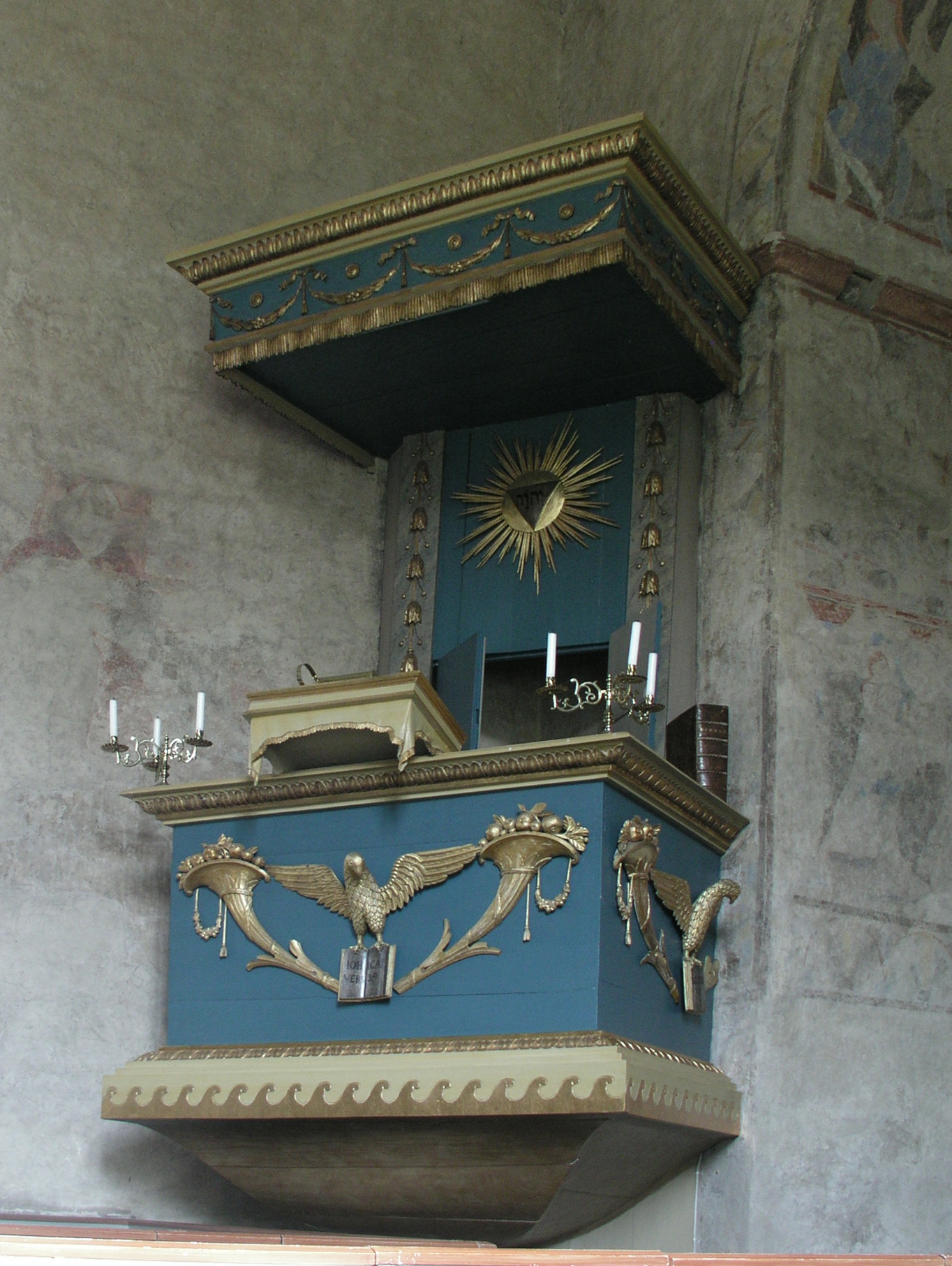
Kanzel

Bereits von 1787 stammt die Empore im Kirchenschiff. Die Kanzel geht auf einen Entwurf von C. F. Sundwall zurück und wurde von Andreas Högström geschaffen. Während der Taufstein 1915 entstand, wurden die darüber befindliche Taube sowie Triumph- und Altarkreuze 1965 von Sven-Bertil Svensson geschaffen.
Der im Chor stehende Altar wurde von denselben Künstlern wie die Kanzel gefertigt. Im Chor befindet sich auch das Gemälde Christi Verklärung von Anders Johan Hansson sowie eine um 1830 hierher als Schenkung gelangte Standuhr.
Die Möblierung der Sakristei wurde in den 1740er Jahren vom Tischler Christian Pilltz gefertigt. Die Eichentruhe der Sakristei dürfte auf das frühe 18. Jahrhundert zurückgehen. Die ältesten Altargerätschaften stammen gleichfalls aus dem 18. Jahrhundert, das Antependium von 1796. Bemerkenswert ist ein 1783 als Schenkung zur Kirche gelangter kyrkstöt. Dieser Stab diente dem Kirchendiener dazu, einschlafende Kirchenbesucher zu wecken.

## Umgebung
Im zur Kirche gehörenden Kirchspiel befinden sich etwa 100 vorgeschichtliche Denkmäler, u. a. Gräberfelder, einzelne Gräber und Grabhügel sowie Hausfundamente. Neben runden Steinsetzungen, einem Richterring (schwedisch domarring) aufgestellten Steinen und Rösen liegen südlich der Kirche (auf dem Gräberfeld von Mysinge) die einzigen Ganggräber der Insel, die zugleich die östlichsten in Europa sind. Der Runenstein von Resmo wurde in der Kirche gefunden.